# Bubalus quarlesi
La anoa de montaña (Bubalus quarlesi) es una especie de pequeño bóvido salvaje endémico de Célebes y Buton. Se encuentra en peligro de extinción.